# La buena nueva
La buena nueva és una pel·lícula de 2008 dirigida per Helena Taberna i basada en un passatge de la vida d'un jove rector, Marino Ayerra (Unax Ugalde), que arriba a Altsasu (Navarra) el 16 de juliol de 1936 fins al final de la Guerra Civil. Reflecteix el paper com a botxí, a més de víctima, que va tenir l'Església en la contesa. Va ser estrenada el 14 de novembre de 2008.

## Argument
Miguel és nomenat rector d'un poble socialista coincidint amb la revolta de 1936. Des de l'inici de la guerra, el bàndol ultradretà ocupa el poble i aviat se succeeixen els afusellaments. En la seva lluita per defensar als represaliats, Miguel s'enfronta a la jerarquia eclesiàstica i militar, posant en joc la seva pròpia vida. A més, s'enamora d'una de les dones del poble
Basada en una història real, la pel·lícula recull el suport de l'Església catòlica a l'aixecament contra la Segona República espanyola, batejat com a "Santa Creuada". Al llarg de tres anys de Guerra Civil, Miguel assegui com la pròpia Església s'allunya del Evangeli en emparar la repressió dels revoltats contra la població civil. El protagonista encarna la força de les pròpies conviccions i la coherència personal, en una trucada apassionada i atemporal contra la injustícia.
Miguel troba refugi en la seva amistat amb la mestra del poble, el marit del qual ha estat assassinat a l'inici de la contesa. La relació amb Margari suposa el contrapunt al desencantament del jove rector i el seu únic suport en un camí que ha de recórrer només.

## Comentaris
Rodada entre Leitza, Altsasu, Lekunberri, Gorriti (concejo de Larraun), Berastegi, Sant Sebastià, Azpeitia, Hernani i Ezkio-Itsaso.
Compta amb banda sonora de la Simfònica de Varsòvia i diversos components de la Banda de Música de Zizur Mayor (Navarra).
En 1994 es roda el documental, previ a la pel·lícula, titulat Alsasua 1936 i protagonitzat per Fernando Guillén Cuervo. Aquest any l'Església catòlica va ser molt reticent en mostrar certs aspectes de l'Església a la Guerra civil.